# Rio Grande Mud
Rio Grande Mud es el segundo álbum de estudio de la banda estadounidense de hard rock y blues rock ZZ Top, publicado en 1972 por el sello London Records. El nombre del disco hace referencia al Río Bravo, conocido en los Estados Unidos como Río Grande. A pesar de tener cierta similitud con el disco anterior, principalmente en sus letras como en estilo, este es más pesado y resalta el sonido de la guitarra eléctrica, siendo en definitiva más cargado hacia el hard rock. Además, fue el primer disco de la banda en entrar en la lista Billboard 200, ya que obtuvo la posición 104.
A su vez, en el mismo año y con solo meses de diferencia se lanzó como sencillo promocional el tema «Francine», que obtuvo el lugar 69 en la lista Billboard Hot 100 de los Estados Unidos.

## Lista de canciones
| N.º | Título                               | Escritor(es)                               | Duración |  |
| 1.  | «Francine»                           | Billy Gibbons, Kenny Cordray, Steve Perron | 3:33     |  |
| 2.  | «Just Got Paid»                      | Gibbons, Bill Ham                          | 4:49     |  |
| 3.  | «Mushmouth Shoutin'»                 | Gibbons, Ham                               | 3:41     |  |
| 4.  | «Ko Ko Blue»                         | Gibbons, Dusty Hill, Frank Beard           | 4:56     |  |
| 5.  | «Chevrolet»                          | Gibbons                                    | 3:47     |  |
| 6.  | «Apologies to Pearly» (Instrumental) | Gibbons, Hill, Beard, Ham                  | 2:39     |  |
| 7.  | «Bar-B-Q»                            | Gibbons, Ham                               | 3:34     |  |
| 8.  | «Sure Got Cold After the Rain Fell»  | Gibbons                                    | 6:49     |  |
| 9.  | «Whiskey'n Mama»                     | Gibbons, Hill, Beard, Ham                  | 3:20     |  |
| 10. | «Down Brownie»                       | Gibbons                                    | 2:53     |  |

## Músicos
- Billy Gibbons: voz y guitarra eléctrica
- Dusty Hill: bajo y coros
- Frank Beard: batería y percusión

Músico invitado
- Pete Tickle: guitarra acústica en «Mushmouth Shoutin»